# 優勝額
優勝額（ゆうしょうがく）とは、大相撲の本場所に於いて幕内最高優勝を達成した力士に毎日新聞社より贈呈される額縁である。

## 解説
1909年（明治42年）6月場所大相撲常設館（後の旧両國國技館）完成に伴い優勝掲額制度が開始される。これは最初はあくまでも時事新報社の行事であり、協会公認の優勝制度ではなかった（協会が個人優勝を制度化したのは賜杯下賜を契機にした1926年（大正15年）のことである、ただしそれ以前の掲額力士も現在では歴代優勝力士として追認されている）。第1回の掲額は前頭7枚目髙見山酉之助だった。当時は今よりも小さい白黒の優勝額が用いられていた。
第2回の掲額は横綱常陸山であるはずだが、国技館落成の功労者として横綱2代梅ヶ谷の額も、髙見山と常陸山の間に掲額された。実際には梅ヶ谷が優勝した場所はなかったが、「この二人がいてはじめて国技館はできたのだから」とこれは後々まで暗黙の了解とされた。
1917年（大正6年）、国技館が失火により全焼し優勝額も焼失したが、国技館再建の際に全て再作成された。1923年（大正12年）関東大震災により再び国技館が全焼、優勝額も焼失した。この時は複数回優勝した力士の額は1枚のみ再作成され、「太刀山優勝9回」「鳳優勝2回」と回数が付記された。
1936年（昭和11年）、時事新報が東京日日新聞（現在の毎日新聞）に合同したため、以降の掲額は東京日日新聞の事業として承継された。
戦前の優勝額は1943年（昭和18年）夏場所優勝の双葉山のものまで国技館に掲額された。1944年（昭和19年）春場所優勝の佐賀ノ花の額は作成されたが同年夏場所が後楽園球場での開催になったことや国技館が軍部に接収されたりしたことから掲額はされたものの、贈呈式や掲額披露の式典などは行われず、そのまま戦災で焼失したため「幻の優勝額」とされている。
大東亜戦争（太平洋戦争・第二次世界大戦）中の第1次東京大空襲で初代兩國國技館が焼けた際に、戦前の優勝額の多くが焼失したと伝わる。屋外の本場所では額を掲げる場所などないため一時期優勝額も途絶えたが、1951年（昭和26年）から蔵前仮設國技館で優勝掲額が再開された。今度は現在まで続く等身大以上の大きさのフルカラー優勝額である。この第1号は横綱照國萬藏だった。
全勝優勝を達成すれば優勝額にも優勝ではなく全勝と書いて区別する。この額を全勝額と呼んで区別する人もいる。史上初の全勝額は1911年（明治44年）6月、この場所新横綱の太刀山峯右エ門が獲得、また戦後優勝額復活第1号の照國の額も全勝額である。なお横綱羽黒山政司はただ1人戦前戦後の優勝額を併せ持つ力士でもある。
昭和初年の年間4場所時代の関西本場所には優勝額がなかった。そのため地方場所での優勝は東京場所での優勝より低く見られがちだったが、1954年（昭和29年）の蔵前国技館完成の折に、その年3月場所で優勝した大関三根山隆司に遡る形で贈呈されて以降地方場所の優勝でも國技館で掲額できる優勝額が贈呈されることになった。現在では東京場所の初日に前場所と前々場所の優勝額除幕式が行なわれる。
優勝決定戦がない時代には誰が優勝かをめぐって争いが発生することも珍しくはなく、このため解決策として額を2枚作成、掲額することが幾度か検討された。1928年（昭和3年）1月場所における前頭13枚目三杦磯善七と大関常陸岩英太郎の優勝問題の際には本当に2枚作成され（三杦磯が辞退したため掲額されたのは常陸岩のみ）上位優勝制度に対する問題提起に使われたりもした。

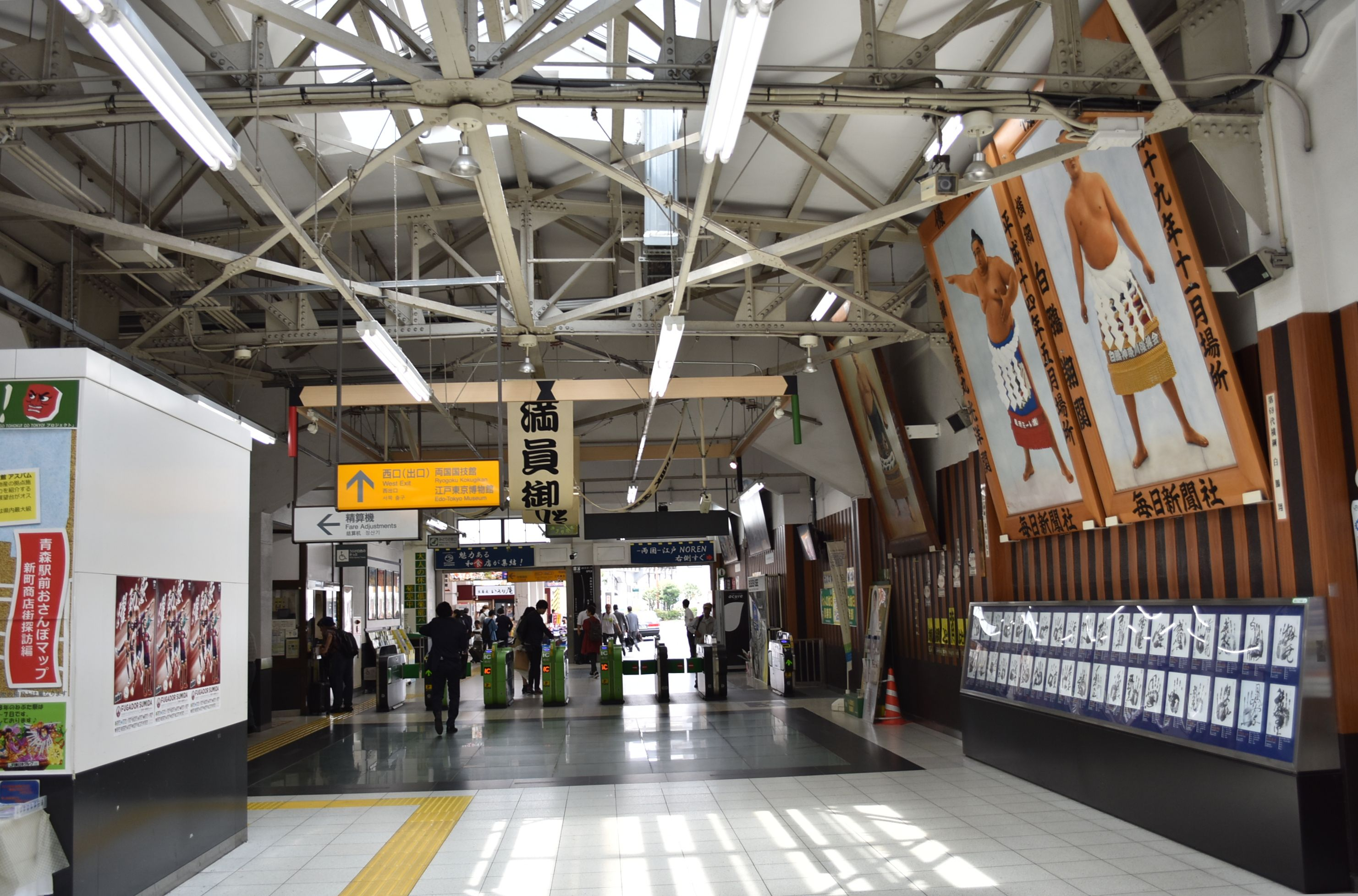
両国駅改札口。右上に優勝額が飾られている。

現在の両国国技館では優勝額は四方に8枚ずつ32枚掲額されている（かつての蔵前国技館では36枚の掲額であった）。東京場所ごとに2枚ずつ新たな優勝額が加えられ、古いものから外される。外された優勝額は優勝力士当人に贈られ、普通は稽古場に飾るなどするが、5回、10回と優勝を重ねた力士の場合、母校など優勝力士と縁のある施設や人物に寄贈される。国技館の最寄り駅となるJR両国駅の改札口には、関脇（のち横綱）三重ノ海五郎（1975年（昭和50年）11月場所）、横綱2代若乃花幹士（1978年（昭和53年）11月場所）、横綱千代の富士貢（1985年（昭和60年）11月場所）、横綱武蔵丸光洋（2002年（平成14年）5月場所）、横綱白鵬翔（2007年（平成19年）11月場所）の優勝額が飾られている。また、1967年（昭和42年）に横綱大鵬が25度目の優勝を果たしたときの優勝額が日光市在住の当時の後援会副会長に寄贈され、同市が譲り受け体育施設で管理していたが、その体育施設の解体が決まり、官公庁オークションにかけられるも取引が成立せず、大鵬の遺族に返還された後江東区に寄贈された、という事例もある。
2010年（平成22年）7月場所の表彰式において、協会は7月7日の持ち回り理事会で一連の野球賭博問題で天皇賜杯、内閣総理大臣杯など全ての表彰を辞退（優勝賞金、優勝旗、三賞の表彰は従来通り行われた）したが、優勝額においても協会は「7月場所は反社会勢力と決別する場所と考え、協会外からの表彰を受けるのは適切ではない」と贈呈しないことを検討したが、9月場所初日、毎日新聞社は横綱白鵬に対し、5月場所の優勝額とともに7月場所の優勝額も贈呈し、国技館に掲額された。
2011年（平成23年）は、3月場所が八百長問題により開催中止、5月場所は本場所ではなく「技量審査場所」として全ての表彰を辞退（優勝賞金、優勝旗、三賞の表彰は従来通り行われた）したため、9月場所の初日では1月場所の優勝額（白鵬）および7月場所の優勝額（日馬富士）を贈呈・掲額する形となった。

優勝額は長年力士の写真を白黒で現像したものに油絵具で着色したものが使われてきた。このほうがカラー写真よりも見栄えが良く、色褪せもしにくかったためである。2014年（平成26年）1月、1951年（昭和26年）春場所（優勝：照國萬藏）以来優勝額の着色を担当してきた彩色家の佐藤寿々江が引退を表明、佐藤自身の意向や写真技術の向上もあり、富士フイルムの協力を得て同年初場所から従来の色合いに似せてデジタル処理したカラー写真が用いられることになり、これにともなって名称も「優勝色彩写真額」から「優勝写真額」に改められた。同年の5月場所初日の除幕式で、1月場所優勝の白鵬と3月場所優勝の鶴竜の「優勝写真額」がはじめて国技館に掲額された。その後は東京場所ごとに順次入れ替わり、2019年（令和元年）5月場所、同年（平成31年）1月場所優勝の玉鷲と3月場所全勝の白鵬の優勝写真額掲額をもって、奇しくも平成が終わると同時に「優勝色彩写真額」は国技館から姿を消した。